# Begonia scutifolia
Espèce
Synonymes
- Begonia triflora Irmsch.[1]

Begonia scutifolia est une espèce de plantes de la famille des Begoniaceae.
L'espèce fait partie de la section Loasibegonia.
Elle a été décrite en 1871 par Joseph Dalton Hooker (1817-1911).

## Répartition géographique
Cette espèce est originaire des pays suivants : Angola ; Cameroun ; Guinée Équatoriale ; Gabon ; Zaire.